# Johannes Lepsius

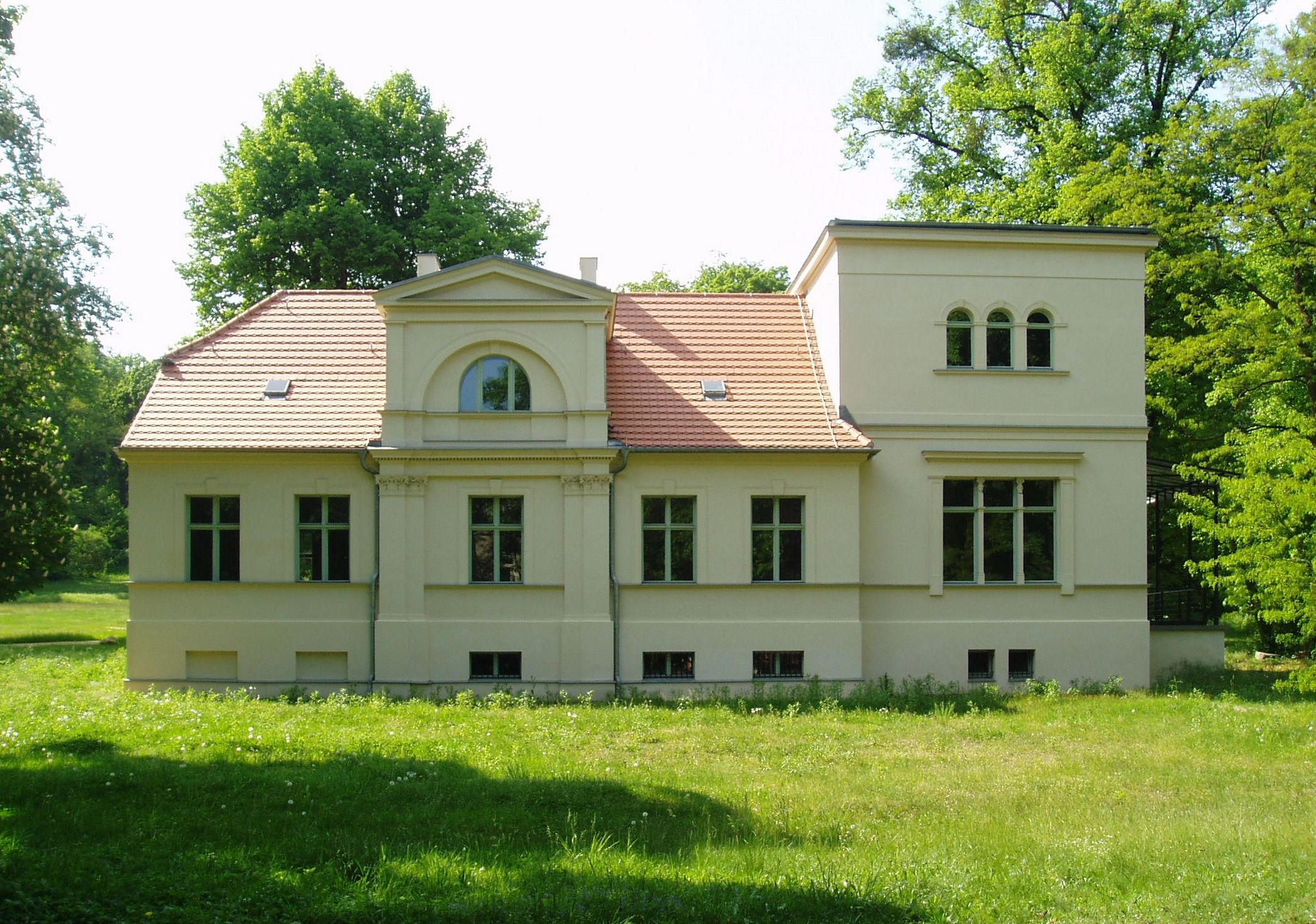
Lepsius-Haus i Große Weinmeisterstraße, Potsdam.

Johannes Lepsius, född 15 december 1858 i Berlin, död 3 februari 1926 i Meran, var en tysk evangelisk teolog och orientalist. Han var son till den berömde egyptologen Carl Richard Lepsius och dotterson till tonsättaren Bernhard Klein. Hans namn är oupplösligen förbundet med det armeniska folkets historia. Författaren Franz Werfel kallade honom armeniernas skyddsängel.
Han studerade matematik och filosofi i München och promoverades 1880 till filosofie doktor. Därefter studerade han teologi. Han gifte sig med Margarethe (Maggie) Zeller, en dotterdotter till biskop Samuel Gobat i Jerusalem och systerdotter till missionären Dora Rappard.
I Jerusalem lärde Lepsius 1884-86 känna många problem, medan han arbetade som föreståndare för det syriska barnhemmet och såg hur ett betydande barnhem hade fått byggas upp på grund av massakrer på den kristna befolkningen 1860. Det han erfor där blev av betydelse för hans eget kommande livsverk.
Detta var knutet till armenierna. Som reaktion på massakern under Abdülhamid II 1894-96, som gränsade till ett folkmord, påbörjade han hjälparbete i området. Detta fick stor betydelse under det stora armeniska folkmordet, som bedrevs i skuggan av första världskriget. 
Hans publicerade dokumentation över händelserna i form av Bericht über die Lage des armenischen Volkes in der Türkei förbjöds den 7 augusti 1916 av den tyska censuren. 20 000 exemplar han dock sändas ut, innan censuren ingrep. Det kom också en ny upplaga under titeln Der Todesgang des armenischen Volkes.
Ett av hans viktigaste arbeten är det 1919 utkomna Deutschland und Armenien 1914-1918: Sammlung diplomatischer Aktenstücke, också kända som Lepsiusdokumenten, som är en av huvudkällorna till vår kunskap om vad som hände. Detta tillkom på uppdrag av Auswärtiges Amt.